# Ulla Ehrensvärd
Eva Maria Ulla Margareta Ehrensvärd, född 18 mars 1927 i Engelbrekts församling i Stockholm, död 17 april 2015 i Oscars församling i Stockholm, var en svensk konsthistoriker, bibliotekarie och arkivarie med professors namn. Hon var Sveriges internationellt mest kända kartografihistoriker.

## Yrkesliv
Ulla Ehrensvärd avlade filosofie licentiatexamen 1953 vid Stockholms högskola. År 1946 anställdes hon som bibliotekarie på Stockholms stadsbibliotek och var senare bibliotekarie också på Nationalmuseum och på Vitterhetsakademiens bibliotek samt 1953–1959 på Kungliga biblioteket. Åren 1963–1982 var hon chef för Kart- och planschavdelningen på Kungliga biblioteket, från 1971 med titeln förste bibliotekarie. År 1975 disputerade hon i konstvetenskap vid Stockholms universitet med en avhandling om medaljgravören Erik Lindberg och blev samma år docent i konstvetenskap där. Hon var förste arkivarie vid Krigsarkivet 1983–1993.

## Uppdrag och utmärkelser
Ulla Ehrensvärd var sekreterare i föreningen Svensk Bokkonst 1963–1979, sekreterare i Nordisk bokkonst 1965–1982 (tillika ordförande 1975–1982) och sekreterare i Svenska forskningsinstitutet i Istanbul 1976–1988. Åren 1981–2010 var hon ledamot av styrelsen för Karolinska förbundet. Hon var ordförande i Svenska Istanbulinstitutets Vänner 1988–1999 och ordförande i Svenska Orientsällskapet 1995–2002. Hon var därtill från 1972 i närmare fyrtio år svensk representant i International Cartographic Association. År 1990 erhöll hon professors namn av regeringen. Hon invaldes 1978 som ledamot av Kungliga Samfundet för utgivande av handskrifter rörande Skandinaviens historia och 2003 som hedersledamot av Kungliga Örlogsmannasällskapet. Hon erhöll 2004 Rettigska priset av Kungliga Vitterhets Historie och Antikvitets Akademien och invaldes 2006 som korresponderande ledamot av akademien. År 2014 erhöll Ulla Ehrensvärd som första svensk Helen Wallis Award, som delas ut av The International Map Collectors’ Society i London.

## Forskning
Ehrensvärd har skrivit ett stort antal böcker, skrifter och artiklar inom bland annat boktryckarkonstens historia, biblioteks- och arkitekturhistoria, grafik, medaljkonst och historisk kartografi. Boken Nordiska kartans historia. Från myter till verklighet (2006) anses av många vara hennes magnum opus och torde för lång tid vara det främsta referensverket i nordisk karthistoria.
Ulla Ehrensvärds intresse för kartografi grundlades när hon var chef för Kart- och planschavdelningen på Kungliga biblioteket 1963–1982. Hon har bedrivit åtskillig arkivforskning inte bara i Sverige, utan även i Finland, Nederländerna, Baltikum, Polen, Ryssland och Tyskland. Hon gjorde viktiga arkivfynd och katalogiserade dittills obeaktade samlingar. Hon var emellertid inte bara arkivforskare, utan har också gjort en äventyrlig resa till Östturkestan för att färdas i Sven Hedins spår och pröva hans kartografiska metod. Tillsammans med Gunnar Jarring analyserade hon karolinen Philip Johan von Strahlenbergs berömda karta över Sibirien från början av 1700-talet. Hon berikade den kartografiska forskningen med konstvetenskapliga frågeställningar och metoder, bland annat genom att studera mästarna bakom kartorna: deras bakgrund och verksamhetsmiljö.
I en nekrolog karakteriseras hon på följande sätt:
| ” | Ulla Ehrensvärd var en självuppoffrande person som var mycket hängiven alla sina åtaganden. Hennes kunskapsbredd, lärdom, glada väsen och positiva livssyn gjorde att hon fick många vänner i Sverige och utomlands. Hon hade ett imponerande kontaktnät runt om i världen. Ulla delade generöst med sig av sitt kunnande och av all sin lärdom. Det var henne helt främmande att begära ersättning för sina uppskattade insatser, och de var många och tidskrävande. Ulla Ehrensvärd var en sann humanist och idealist. | „ |